# واد الحمام (جبل)
واد الحمام (بالعبرية: הר ארבל‏)، هو جبل في الجليل الأسفل بالقرب من طبريا في إسرائيل، مع منحدرات عالية، وإطلالات على جبل الشيخ في مرتفعات الجولان، ومسارات إلى قلعة كهفية، وأطلال كنيس يهودي قديم.

## روابط خارجية
- أربيل على سلطة منتزه إسرائيل
- وصف مفصل كيفية تسلق جبل أربيل